# Rufirallus castaneiceps
La rallo testacastana, rallina testacastana o schiribilla testacastana (Rufirallus castaneiceps (P. L. Sclater e Salvin, 1869)) è un uccello della famiglia dei Rallidi originario delle regioni comprese tra la Colombia meridionale e la Bolivia nord-occidentale.

## Tassonomia
Attualmente vengono riconosciute due sottospecie di schiribilla testacastana:
- R. c. coccineipes (Olson, 1973) (Colombia meridionale ed Ecuador nord-orientale);
- R. c. castaneiceps (P. L. Sclater e Salvin, 1869) (Ecuador orientale, Perù orientale, Brasile sud-occidentale e Bolivia nord-occidentale).

## Descrizione
La schiribilla testacastana misura 19–22 cm di lunghezza. È un Rallide dal piumaggio poco appariscente, di colore marrone-oliva uniforme, con la sommità del capo, la faccia, il collo e il petto di colore castano brillante. L'iride varia dal rosso al giallo, o al marrone; il becco è generalmente verdastro con la punta nera; le zampe e i piedi sono marrone scuro, oliva o grigi (rossi in A. c. coccineipes). Il becco è piuttosto corto e sottile; la coda è molto breve.

## Distribuzione e habitat
Si incontra a est delle Ande, dalla Colombia sud-orientale all'Ecuador orientale e al Perù settentrionale, nonché in Bolivia settentrionale e Brasile nord-occidentale. Vive all'interno delle foreste pluviali.

## Biologia
Vive in coppie, ed è molto elusiva. Si nutre di insetti e altri piccoli invertebrati, che cattura tra il fitto sottobosco. All'avvicinarsi di un intruso, rimane immobile o fugge in volo. Non abbiamo molte notizie riguardo al comportamento riproduttivo, ma in Bolivia coppie con 1-2 piccoli sono state avvistate in giugno; la nidificazione, in tal caso, dovrebbe essere avvenuta in maggio.